# Starmie
Starmie (japanski: スターミー Sutāmī) jedan je od 1025 fiktivnih vrsta Pokémona iz medijske franšize Pokémon, skupa Pokémon videoigara, animiranih serija, manga stripova, knjiga, igraćih karata i drugih medija kojima je tvorac Satoshi Tajiri. Svrha je Starmieja u videoigrama, animiranoj seriji i manga stripovima, kao i svrha ostalih Pokémona, borba s divljim Pokémonima – neukroćenim stvorenjima koje igrači i likovi pronalaze dok kreću na razne avanture – i pripitomljenim Pokémonima drugih Pokémon trenera.

## Etimologijaimena
Ime Starmie kombinacija je engleskih riječi "star" = zvjezdača, životinja na čijem se liku temelji lik Starmieja, i zamjenice "me" = ja. Ovaj se uzorak prenosi s njegovog prethodnog oblika, Staryua, jer je ime Staryu kombinacija engleskih riječi "star" = zvjezdača, i "you" = ti, stvarajući kombinaciju "ja i ti". 

Isto tako, riječ "mie" označava izgled, taštinu i šarm na japanskome jeziku, što bi moglo biti povezano sa Starmiejevom ljepotom i tajanstvenim zračenjem. 

Njegovo je ime u početku trebalo glasiti Starme.

## Pokédex podaci
- Pokémon Red/Blue: Središnja jezgra ovog Pokémona sjaji u sedam duginih boja. Neki ljudi cijene i smatraju jezgru draguljem.
- Pokémon Yellow: Središnji dio tijela ovog Pokémona naziva se jezgrom. Ljudi smatraju da pokušava komunicirati s okolinom kada sjaji u sedam duginih boja.
- Pokémon Gold: Središnji dio njegova tijela naziva se jezgrom. Odaje različitu boju pri svakom susretu.
- Pokémon Silver: Njegovo tijelo izraste u pravilan geometrijski oblik neovisno o okolini u kojoj živi.
- Pokémon Crystal: Smatra se kako koristi jezgru svoga tijela kako bi poslao električne valove u svemir.
- Pokémon Ruby: Starmiejev središnji dio – jezgra – intenzivno sjaji u sedam duginih boja. Zbog svoje sjajne naravi, ovaj je Pokémon dobio nadimak "Dragulj mora".
- Pokémon Sapphire: Starmie pliva okrećući svoje zvjezdoliko tijelo poput brodskog propelera. Jezgra u središtu tijela ovog Pokémona sjaji u sedam duginih boja.
- Pokémon Emerald: U drevnim vremenima, ljudi su smatrali kako je Starmie nastao iz odraza zvijezda na morskoj površini koje su sjajile tijekom noći.
- Pokémon FireRed: Ovaj Pokémon savršenog je geometrijskog oblika. Zbog svog neobičnog tijela, ljudi smatraju kako je došao iz svemira.
- Pokémon LeafGreen: Središnja jezgra ovog Pokémona sjaji u sedam duginih boja. Neki ljudi cijene i smatraju jezgru draguljem.
- Pokémon Diamond/Pearl: U središtu njegova tijela nalazi se crvena jezgra, koja otpušta neobične signale u noćno nebo.

## U videoigrama
Starmieja je nemoguće pronaći u divljini u ijednoj od Pokémon RPG igara, ali ga se može dobiti razvijanjem Staryua u bilo koje vrijeme uz pomoć Vodenog kamena. Radi toga, dostupnost Staryua izravno određuje dostupnost Starmieja. U igri Pokémon XD: Gale of Darkness, Starmieja se može oteti Cipher Admin Snattleu na otoku Citadark.
Starmie ima veoma visoke statistike, posebno se ističući u Speed i Special Attack statistikama, te radi toga igrači često traže Staryua sa Skromnom naravi (Modest Nature) ili Plašljivom naravi (Timid Nature), kako bi iste kasnije prenijeli na svog Starmieja, jer spomenute naravi povećavaju rečene statistike. Starmie ima jedinstvenu kombinaciju tipova, Vodeni/Psihički, koju nijedan drugi Pokémon ne posjeduju. 
Igrač sam bira u kojem će trenutku razviti svoga Staryua u Starmieja upotrebom Vodenog kamena. Nakon evolucije, Starmie više nije sposoban učiti napade kroz iskustvo izuzev Zbunjujuće zrake (Confuse Ray).
Starmie je jedan od Pokémina kojeg u svojim dvoranskim borbama koristi Misty, vođa dvorane grada Ceruleana u Kanto regiji.

## Tehnike
| Prirodne tehnike               | Prirodne tehnike | Prirodne tehnike |
| ------------------------------ | ---------------- | ---------------- |
| Tehnika                        | Vrsta tehnike    | Razina           |
| Vodeni pištolj (Water Gun)     | Vodeni           |                  |
| Brza vrtnja (Rapid Spin)       | Normalni         |                  |
| Oporavak (Recover)             | Normalni         |                  |
| Brzi okret (Swift)             | Normalni         |                  |
| Zbunjujuća zraka (Confuse Ray) | Duh              | 28               |

## Statistike
| HP:      | 60  |  |
| Attack:  | 75  |  |
| Defense: | 85  |  |
| Special: | 100 |  |
| SpAtk:   | 100 |  |
| SpDef:   | 85  |  |
| Speed:   | 115 |  |

Statistika Special korištena je samo tijekom prve generacije; kasnije je podijeljenja na Special Attack i Special Defense statistike.

## U animiranoj seriji
Starmie je jedan od Pokémona kojeg Misty, jedna od Ashovih prijateljica,  ima u svome timu tijekom većine putovanja kroz Kanto regiju (kao jedan od njenih najsnažnijih Pokémona), uz njegov prethodni oblik, Staryua. Misty je često koristila Starmieja izvan borbi, i to kao prijevozno sredstvo preko vodenih površina. 